# 東中山駅

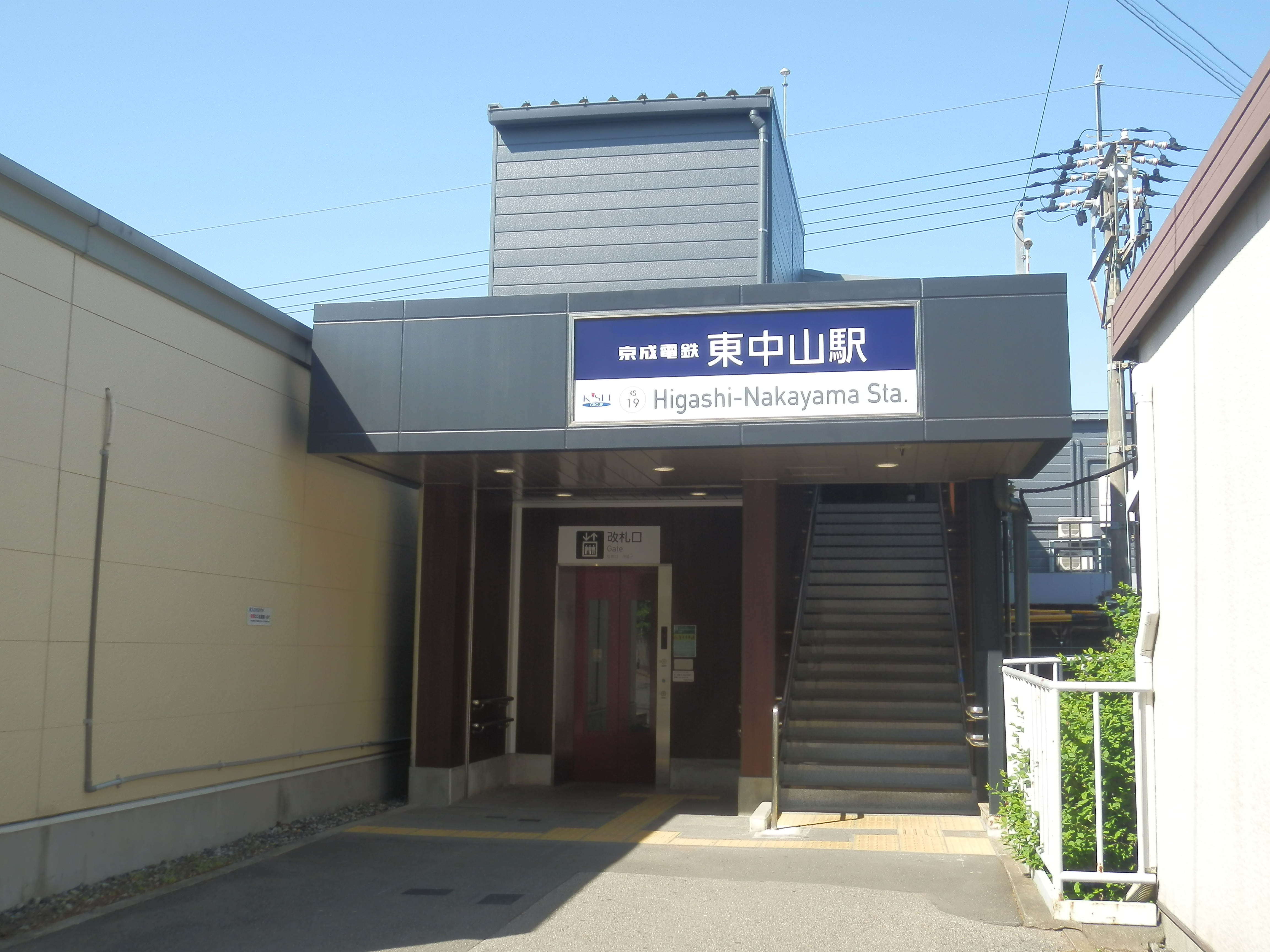
南口（2021年4月）

東中山駅（ひがしなかやまえき）は、千葉県船橋市東中山二丁目にある、京成電鉄本線の駅である。駅番号はKS19。

## 歴史
当駅は1935年（昭和10年）中山競馬場前駅という臨時駅として設置され、1953年（昭和28年）に常設駅の東中山駅として開業した。1978年（昭和53年）に当時の日本国有鉄道（国鉄）武蔵野線船橋法典駅が開業するまでは中山競馬場の最寄駅であったことから、すべての料金不要列車が停車する主要駅であった。
その後、1985年（昭和60年）に設定された通勤特急（2代目・朝夕のみ運転）が通過するようになり、さらに1991年（平成3年）には京成小岩駅と共に特急停車駅からも外れた。それ以来急行(2002年廃止)と普通のみの停車となった。2002年（平成14年）には廃止された急行に代わり新設された快速の停車駅となった。ただし、中山競馬場でのGIレース開催時には快速特急・特急の一部列車が臨時停車する。

### 年表
- 1935年（昭和10年）10月4日 - 臨時駅・中山競馬場前駅として設置。
- 1953年（昭和28年）9月1日 - 常設駅・東中山駅として開業。
- 1960年（昭和35年）12月4日 - 都営地下鉄1号線（現・浅草線）が開業、同時に押上駅 - 当駅間で日本初の郊外電車と地下鉄との相互直通運転を開始。
- 1967年（昭和42年） - 浅草線との相互直通運転区間延長に伴い、ホームを延長・拡幅、構内配線を改良[1]。
- 1972年（昭和47年）秋 - ホームを8両対応に延伸、橋上駅舎化[1]。
- 2021年（令和3年）3月30日 - 2019年（平成31年）4月より進めていたリニューアル工事が完了[2]。

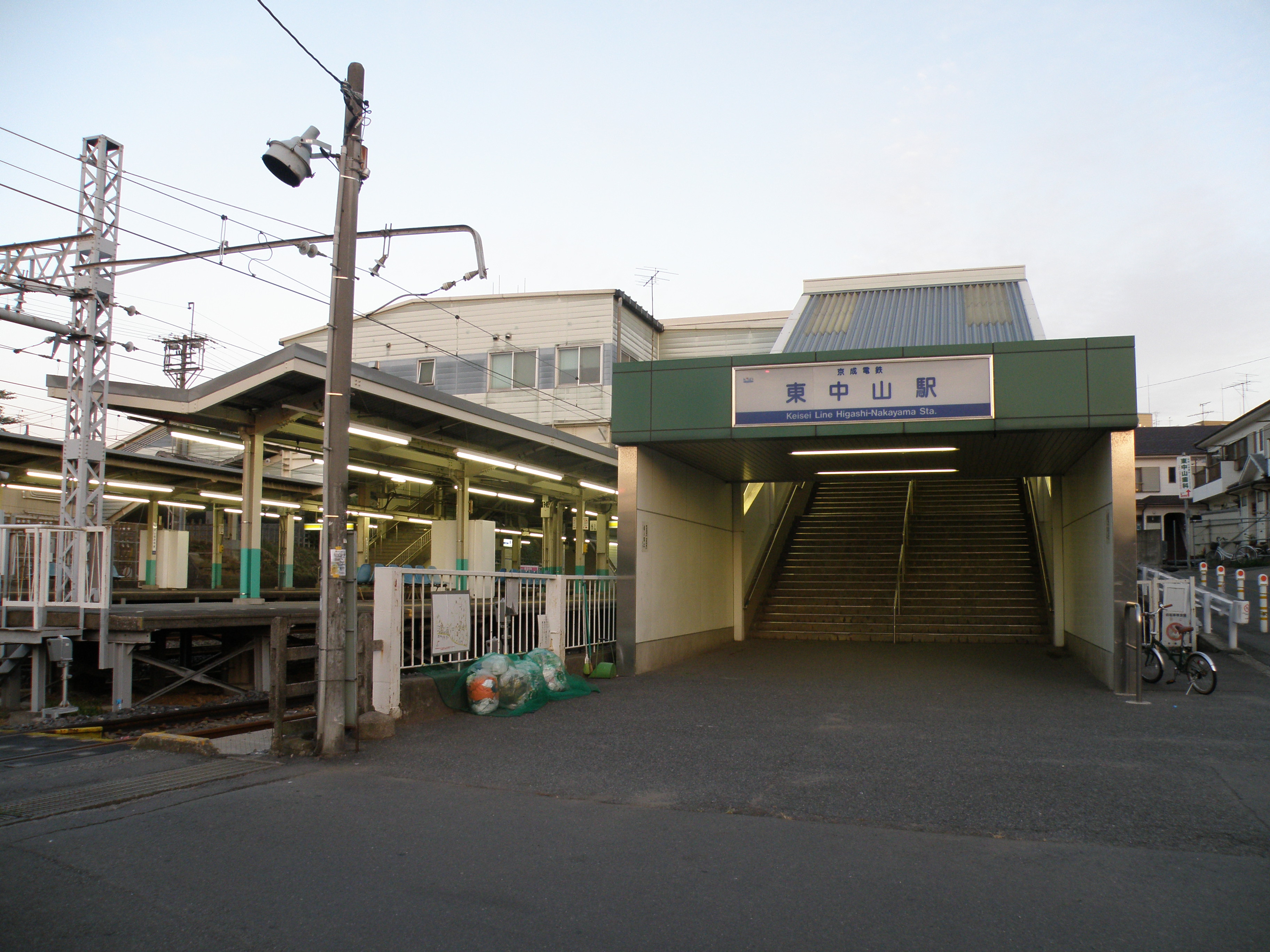
リニューアル前の北口（2008年8月）
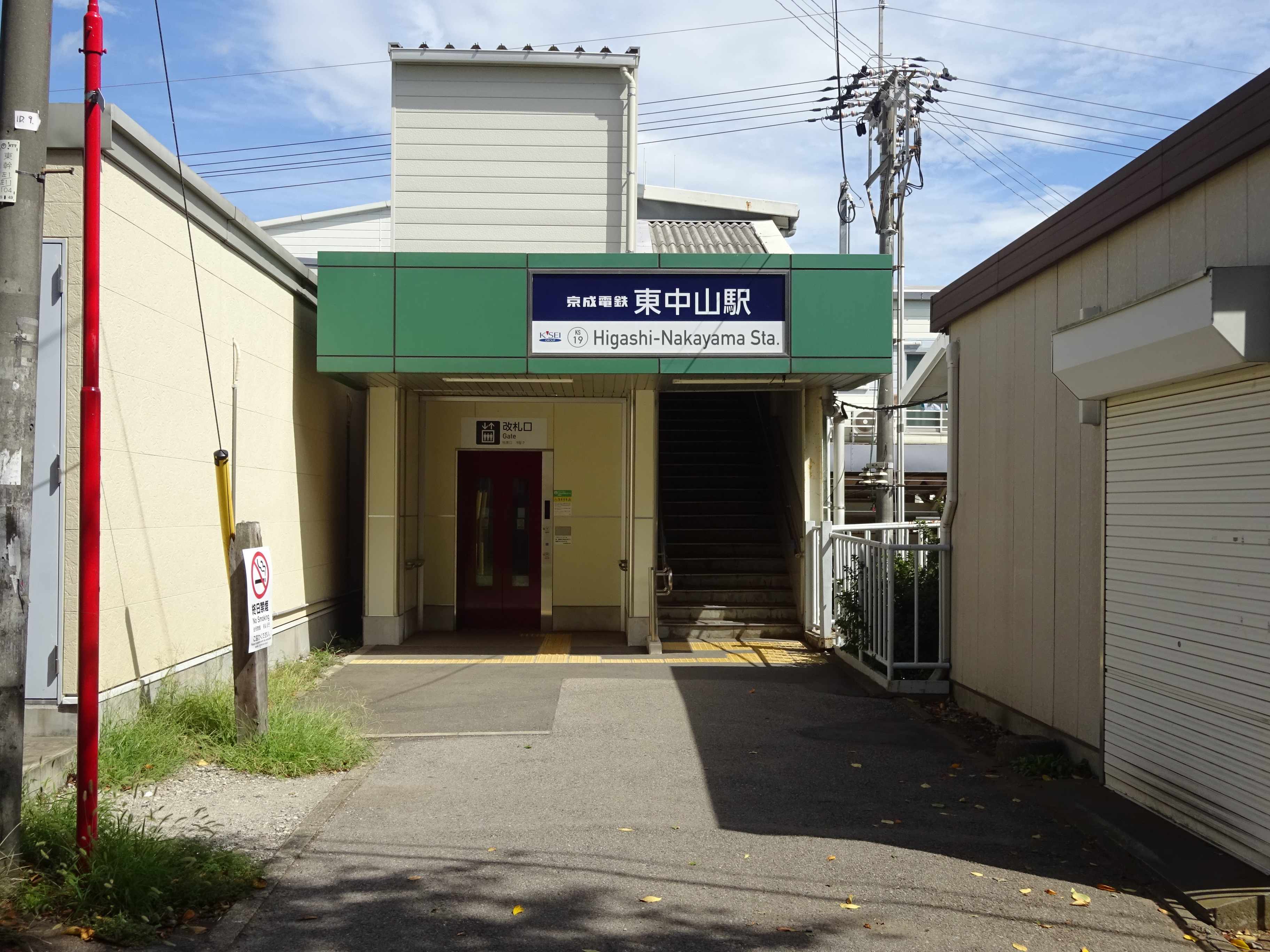
リニューアル前の南口（2018年9月）
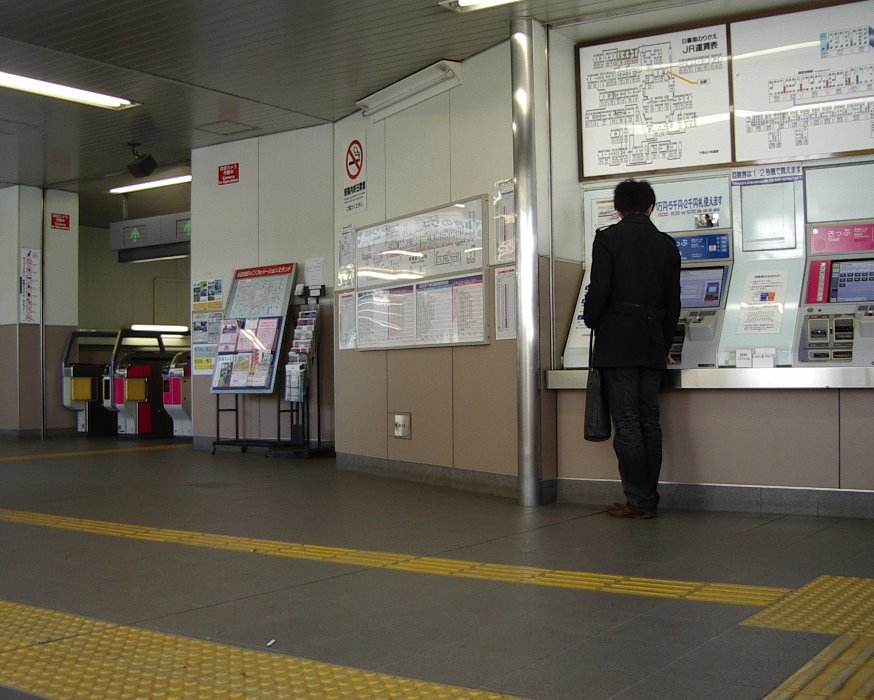
リニューアル前の改札口（2007年2月）

## 駅構造
島式ホーム2面4線の地上駅で、橋上駅舎を有している。駅長配置駅。
待避設備があり、京成成田方面に6両編成の列車が入線可能な引き上げ線がある。また、市川真間 - 京成津田沼間で、唯一折り返しが可能な駅である（後述）。
当駅には通常の改札口の他、中山競馬場でのレース開催時等、多客期に使用される臨時改札口が隣接して設置されている。

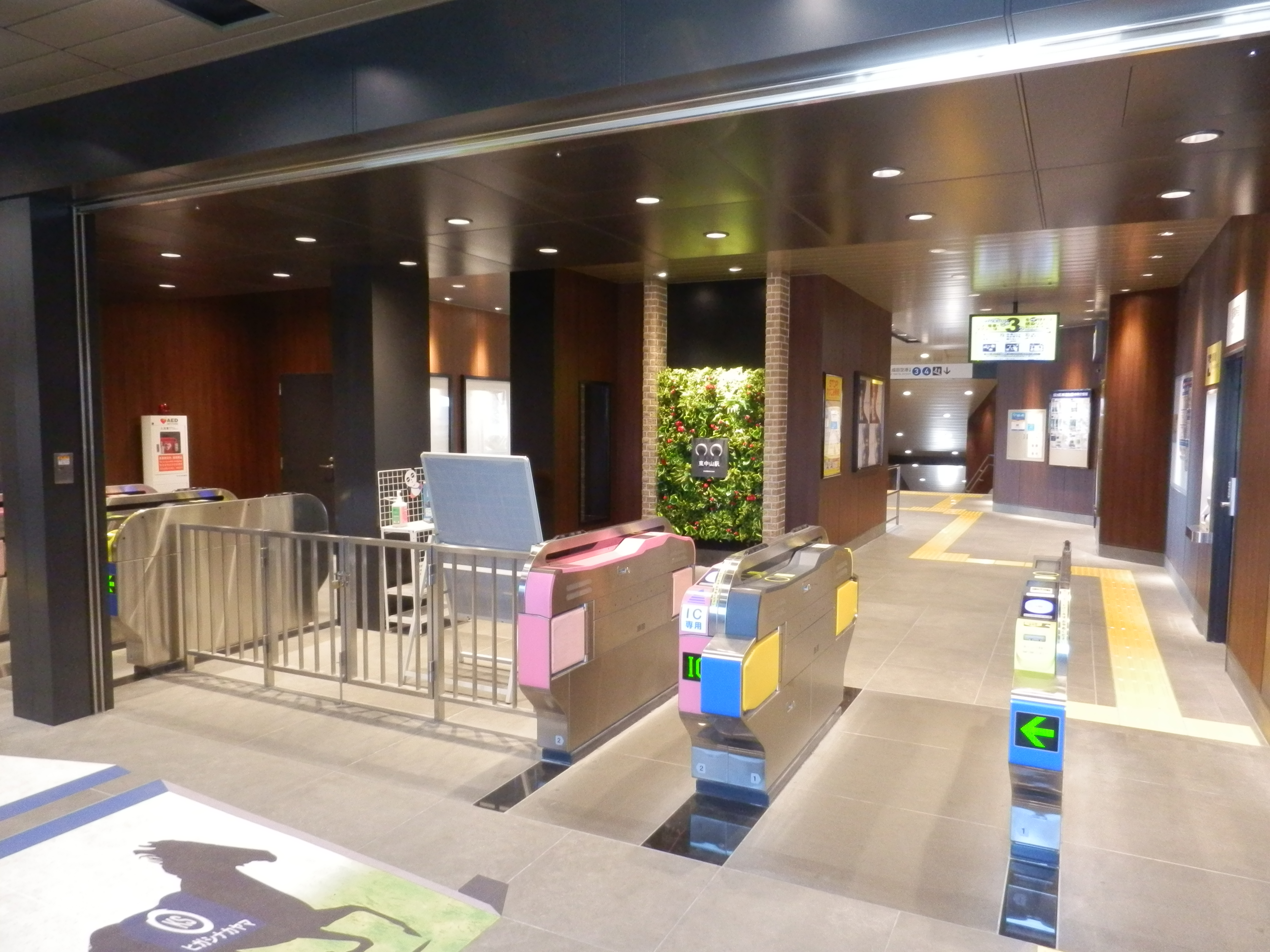
改札口（2021年4月）
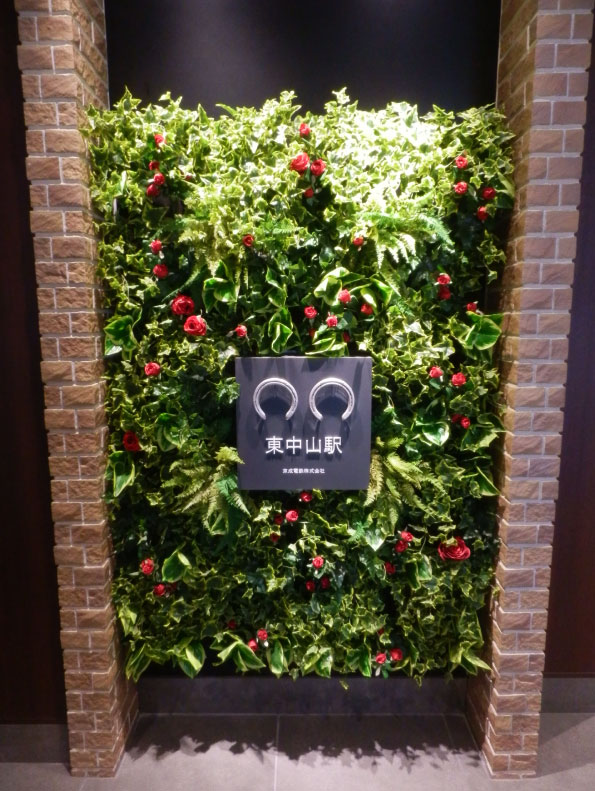
改札口付近の蹄鉄の展示（2021年4月）

### のりば
| 番線 | 路線     | 方向 | 行先                                                             |
| ---- | -------- | ---- | ---------------------------------------------------------------- |
| 1・2 | 京成本線 | 上り | 京成高砂・青砥・日暮里・京成上野・押上・ 都営浅草線・ 京急線方面 |
| 3・4 | 京成本線 | 下り | 京成船橋・京成津田沼・ 成田空港・京成千葉・ 松戸線方面           |

- 内側の線路（2・3番線）が主本線、外側の線路（1・4番線）が待避線である。
- 上表の路線名は成田空港線開業後の旅客案内の名称に基づいている。

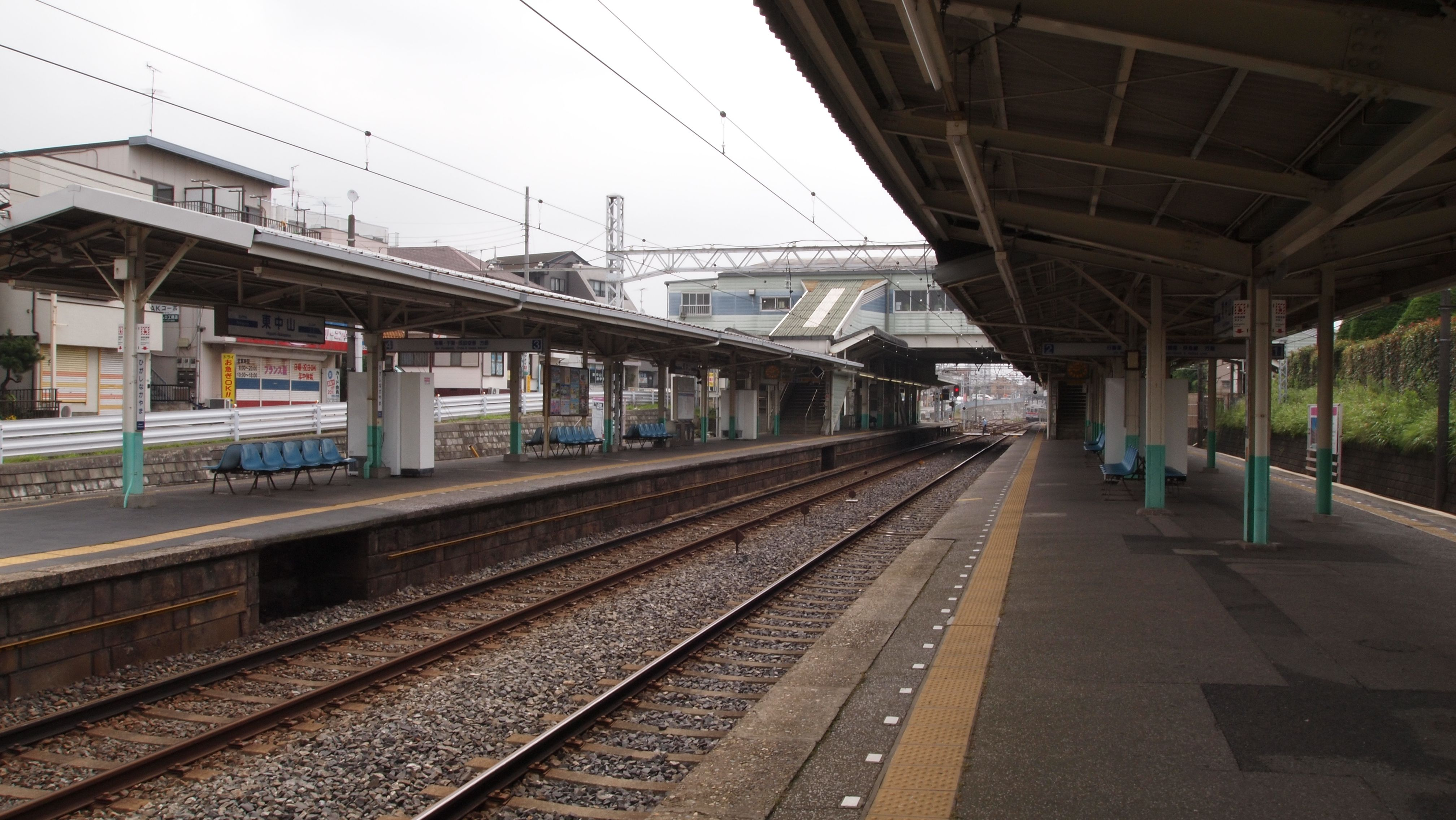
1・2番線ホーム（2009年7月）
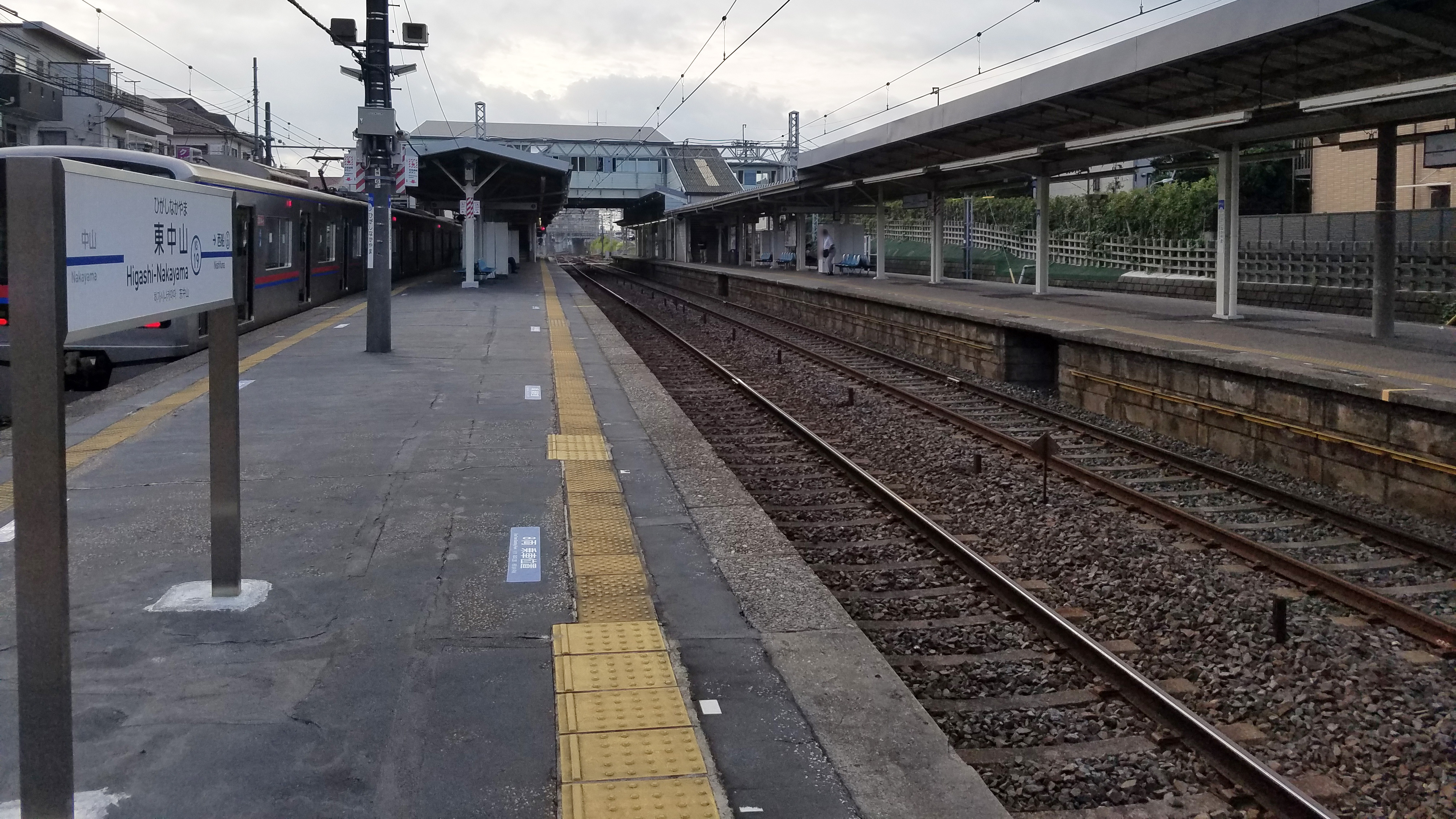
3・4番線ホーム（2017年8月）
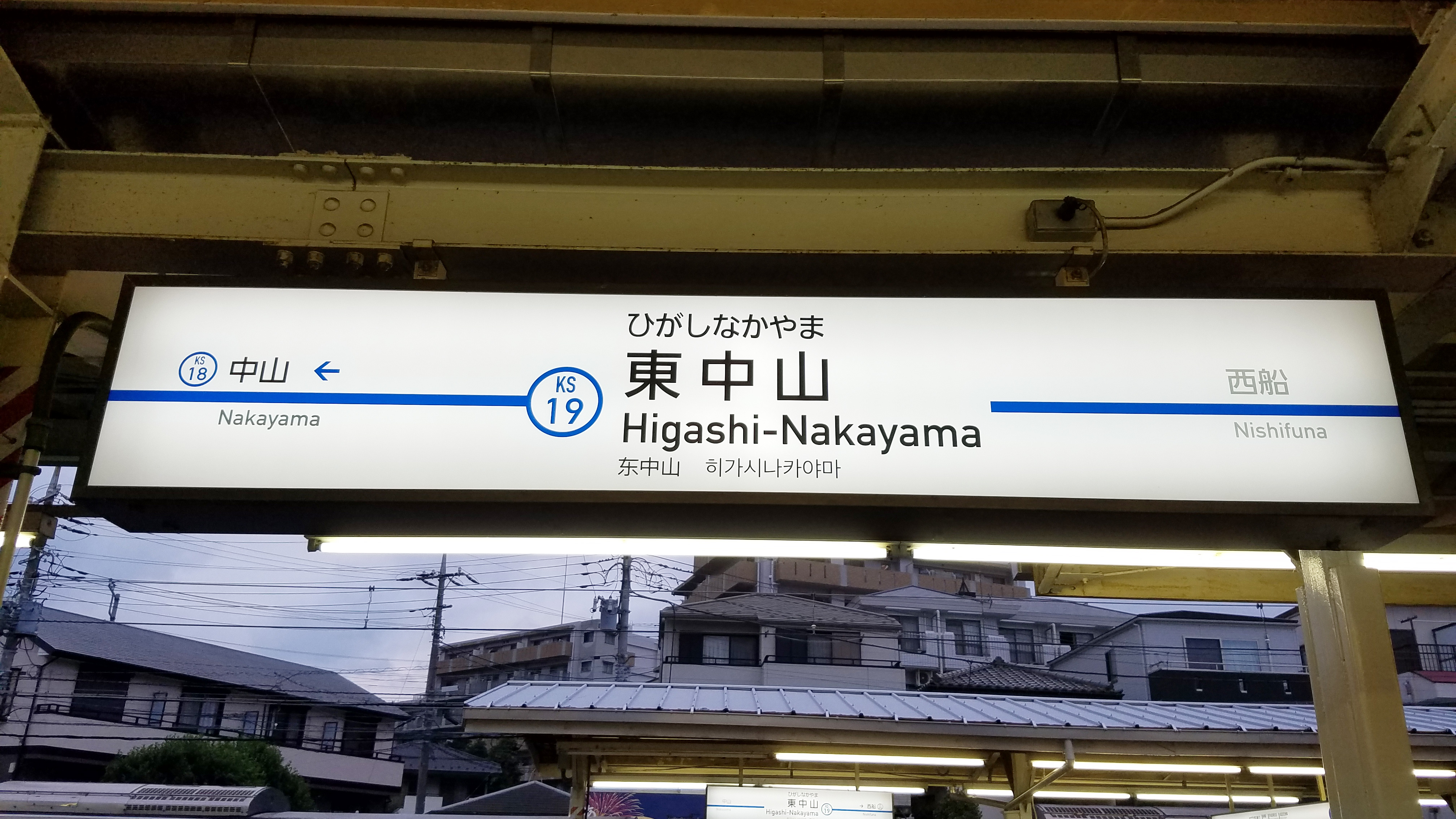
1・2番線駅名標（2017年8月）

## 利用状況
2024年度の1日平均乗降人員は6,963人である。
近年の1日平均乗降・乗車人員推移は下表の通りである。
| 年度               | 1日平均 乗降人員 | 1日平均 乗降人員 | 1日平均 乗車人員 | 1日平均 乗車人員 |
| ------------------ | ---------------- | ---------------- | ---------------- | ---------------- |
| 1998年（平成10年） |                  |                  | 4,278            | [ * 1 ]          |
| 1999年（平成11年） |                  |                  | 4,143            | [ * 2 ]          |
| 2000年（平成12年） |                  |                  | 4,127            | [ * 3 ]          |
| 2001年（平成13年） |                  |                  | 3,985            | [ * 4 ]          |
| 2002年（平成14年） |                  |                  | 3,975            | [ * 5 ]          |
| 2003年（平成15年） | 7,296            | [ 広告 1 ]       | 3,869            | [ * 6 ]          |
| 2004年（平成16年） | 7,866            | [ 広告 2 ]       | 3,902            | [ * 7 ]          |
| 2005年（平成17年） | 7,867            | [ 広告 3 ]       | 3,917            | [ * 8 ]          |
| 2006年（平成18年） | 7,907            | [ 広告 4 ]       | 3,925            | [ * 9 ]          |
| 2007年（平成19年） | 7,792            | [ 広告 5 ]       | 3,892            | [ * 10 ]         |
| 2008年（平成20年） | 7,627            | [ 広告 6 ]       | 3,812            | [ * 11 ]         |
| 2009年（平成21年） | 7,340            | [ 広告 7 ]       | 3,670            | [ * 12 ]         |
| 2010年（平成22年） | 7,081            | [ 広告 8 ]       | 3,545            | [ * 13 ]         |
| 2011年（平成23年） | 6,960            | [ 広告 9 ]       | 3,464            | [ * 14 ]         |
| 2012年（平成24年） | 6,972            | [ 広告 10 ]      | 3,469            | [ * 15 ]         |
| 2013年（平成25年） | 6,964            | [ 広告 11 ]      | 3,470            | [ * 16 ]         |
| 2014年（平成26年） | 6,687            |                  |                  |                  |
| 2015年（平成27年） | 6,836            |                  |                  |                  |
| 2016年（平成28年） | 6,812            |                  |                  |                  |
| 2017年（平成29年） | 6,902            |                  |                  |                  |
| 2018年（平成30年） | 6,959            | [ 京成 2 ]       | 3,469            | [ 京成 2 ]       |
| 2019年（令和元年） | 6,807            | [ 京成 3 ]       | 3,393            | [ 京成 3 ]       |
| 2020年（令和02年） | 4,995            | [ 京成 4 ]       | 2,485            | [ 京成 4 ]       |
| 2021年（令和03年） | 5,518            | [ 京成 5 ]       | 2,748            | [ 京成 5 ]       |
| 2022年（令和04年） | 6,318            | [ 京成 6 ]       | 3,150            | [ 京成 6 ]       |
| 2023年（令和05年） | 6,727            | [ 京成 7 ]       | 3,357            | [ 京成 7 ]       |
| 2024年（令和06年） | 6,963            | [ 京成 1 ]       | 3,472            | [ 京成 1 ]       |

## 駅周辺

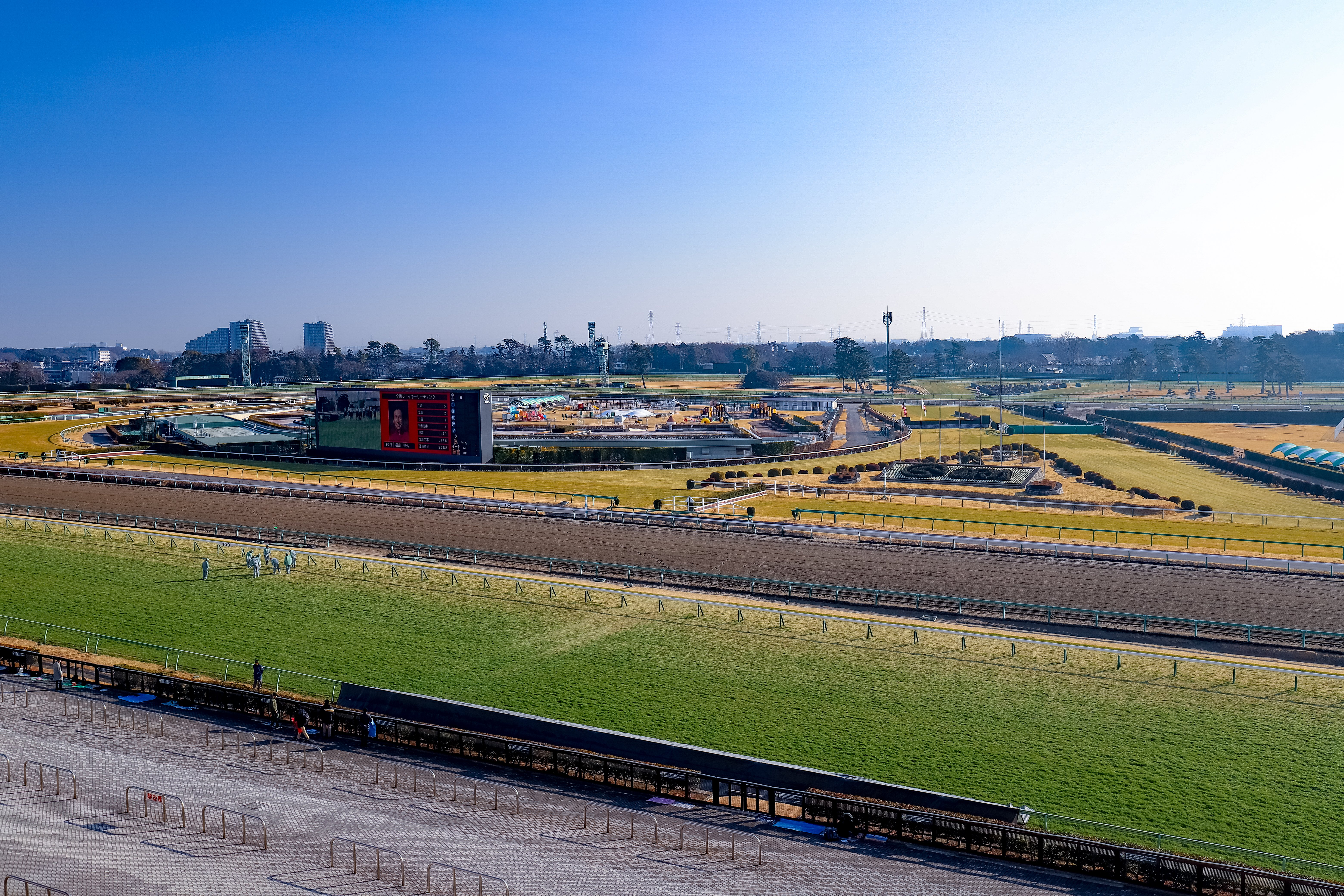
中山競馬場

駅北西側には市川市との境界がある。JR東日本・東京メトロ・東葉高速鉄道の西船橋駅、JR東日本の下総中山駅は、当駅から1.5 km（徒歩約20分程度）の場所に位置する。駅南側には京葉道路（原木IC）、国道14号（千葉街道）、県道179号、県道283号、駅東側には県道180号が通る。

### 北口
- 市川市若宮公民館
- 東中山駅前郵便局
- 全日食チェーン かどや酒生鮮スーパー
- セイムス 船橋西船店
- JT 船橋支店
- 千葉トヨペット 中山店
- 中山競馬場 - 南門まで徒歩約20分。レース開催日（本開催日）および場外発売日には駅前から臨時バスが運行される。
- 宝成寺

### 南口

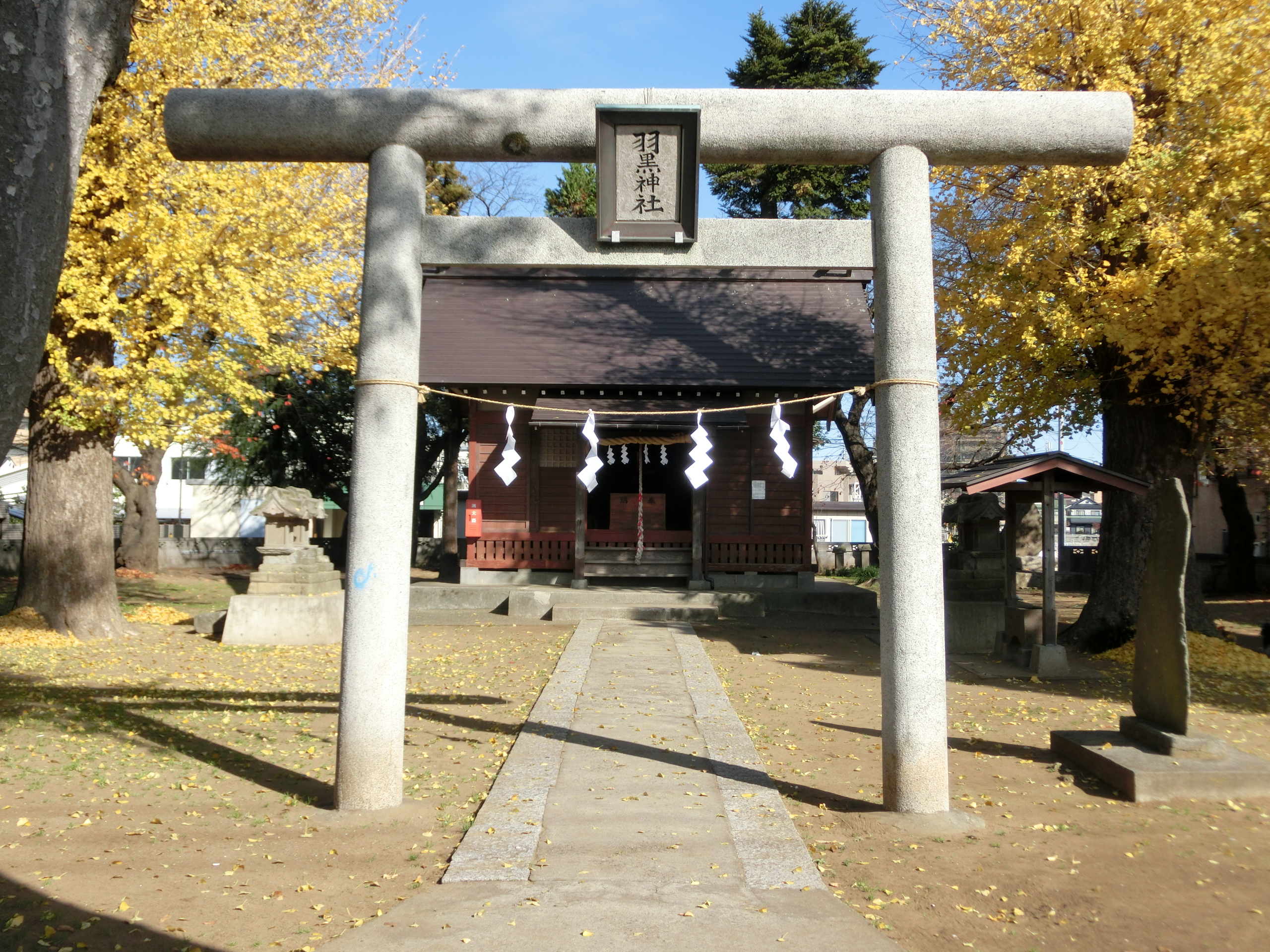
羽黒神社

- 船橋市西部公民館
  - 船橋市本中山児童ホーム
- マルエツ 東中山店
- 羽黒神社
- 東明寺
- 小栗原稲荷神社
- 二子浦の池
- 東中山1丁目公園

## バス路線

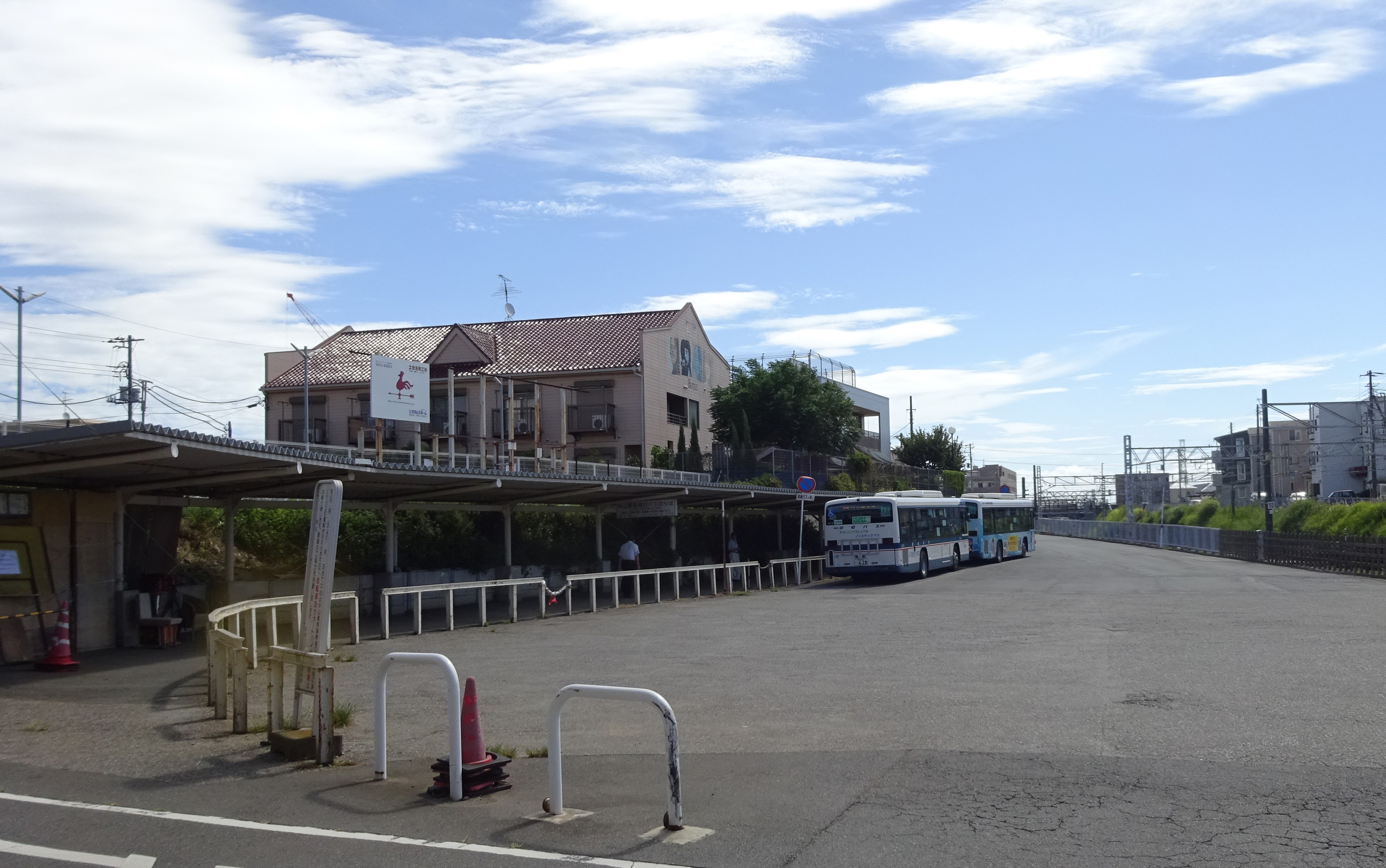
北口の中山競馬場行バスのりば（2018年9月）

駅北口にはバス停留所「東中山駅（中山競馬場行きバスのりば）」があり、県道180号沿いにバス停留所「東中山駅入口」がある。
| のりば                               | 系統                    | 主要経由地                               | 行先       | 運行会社               | 備考                     |
| ------------------------------------ | ----------------------- | ---------------------------------------- | ---------- | ---------------------- | ------------------------ |
| 東中山駅（中山競馬場行きバスのりば） | 中山競馬場 臨時直通バス |                                          | 中山競馬場 | 京成バス               | 本開催日・場外開催日運行 |
| 東中山駅入口                         | 白井線                  | 馬込沢駅・鎌ヶ谷大仏駅・白井新田         | 白井駅     | 京成バス千葉セントラル |                          |
| 東中山駅入口                         | 白井線                  | 馬込沢駅・鎌ヶ谷大仏駅・白井新田・白井駅 | 白井車庫   | 京成バス千葉セントラル |                          |
| 東中山駅入口                         | 白井線                  | 西船橋駅                                 |            | 京成バス千葉セントラル |                          |

## 付記
当駅は列車の折り返しが可能なため事故等で不通区間が発生すると当駅折り返しの列車が多数設定される。かつては定期列車でも以下のような「東中山行き」が存在していた。
都営浅草線から直通する東中山行き
東京都交通局との直通運転開始にあたっては協定により京成側の乗り入れ区間は東中山までとされていたがこれでは需要の多い船橋方面との直通運転が行えないため京成では自社の直通列車を東中山から船橋方面への別列車として運転させ、当初から事実上の乗り入れ区間拡大を行っていた。いわゆる「化け」である。
上記の「化け」列車とは別に、浅草線から直通する東中山折り返し列車（各駅停車）も、夜間時間帯に1980年代まで運転されていた。
朝ラッシュ時の上り特急（後に急行）東中山行き（「区間特急」や「区間急行」とも通称されていた）
成田方面から東京方面への通勤客の多くが京成船橋駅・船橋駅でJR線へ乗り換えることから八千代台駅始発（急行格下げ後は京成佐倉駅始発）で設定していたが1996年に東京方面へのバイパスルートである東葉高速鉄道が開業し、それに対抗して所要時間短縮するため取りやめた。
特急時代は青電の最後の特急運用（1971年12月10日 - 1978年5月20日）として、急行時代は佐倉～船橋間で通過駅が大神宮下駅しかないという各駅停車と殆ど変わらない列車であった。

## 隣の駅
京成電鉄
 本線
■快速特急・■特急・■通勤特急
通過（ただし、中山競馬場にて重賞レースが開催される日に■快速特急・■特急が臨時停車する場合がある）
■快速
京成八幡駅 (KS16) - 東中山駅 (KS19) - 京成船橋駅 (KS22)
■普通
京成中山駅 (KS18) - 東中山駅 (KS19) - 京成西船駅 (KS20)